# Morcillo
Morcillo és un municipi de la província de Càceres, a la comunitat autònoma d'Extremadura.

## Demografia
| 2001 | 2002 | 2003 | 2004 | 2005 | 2006 | 2007 |
| ---- | ---- | ---- | ---- | ---- | ---- | ---- |
| 470  | 462  | 446  | 435  | 436  | 437  | 431  |